# Hans Schreiber (Botaniker)
Johann („Hans“) Schreiber (* 25. Dezember 1859 in Wallern; † 8. Jänner 1936 in Krummau, Tschechoslowakei) war ein österreichischer Botaniker und Hochschullehrer, der als Moorforscher bekannt wurde. Er gründete eine Moorversuchsanstalt im Erzgebirge und gab die "Deutsch-Österreichische Moorzeitschrift" heraus.

## Leben
Er wurde als Sohn eines Webers und Leinwandhändlers aus dem südlichen Böhmerwald geboren. Nach dem Schulbesuch in Prachatitz und Budweis studierte Schreiber in Prag Naturwissenschaften an der Deutschen Technischen Hochschule. Er erlangte 1884 den Abschluss als Diplom-Landwirt. Danach wechselte er an die Universität Wien, wo er die Lehrbefähigungsprüfung für Meteorologie, Chemie und Technologie erlangte, an Oberrealschulen in Wien Unterricht erteilte und Dozent für Witterungskunde an der Hochschule für Bodenkultur in Wien wurde.
1886 folgte er dem Ruf an die 1880 gebildete Königlich Böhmische Landwirtschaftliche Akademie in Liebwerd bei Tetschen. Nachdem er 1890 die Lehramtsprüfung für landwirtschaftliche Mittelschulen abgelegt hatte, wurde Schreiber Lehrer an der Flachsbereitungsschule in Trautenau. Ab 1895 bis zur Pensionierung in den Ruhestand 1922 war er Leiter der Landwirtschaftliche Winterschule in Staab bei Pilsen.
1899 gründete er in Sebastiansberg die der Staaber Schule angeschlossene Moorkulturstation Sebastiansberg, die nach Ende des Ersten Weltkrieges der Deutschen Sektion des Landeskulturrates für Böhmen in Prag zugeordnet wurde. 

## Schriften (Auswahl)
- Führer durch den Böhmerwald. 1888.
- Handbuch der deutschen Volksbildungsbestrebungen. 1893.
- Neues über Mourkultur und Torfverwertung. 2 Teile, 1900/1902.
- Die Entwicklung der Moorkultur in den letzten 25 Jahren. 1908.

## Ehrungen
Im Torfstich von Sebastiansberg wurde für ihn ein Denkmal errichtet.